# Cratere Silverpit
Il cratere Silverpit è situato nel Mare del Nord, di fronte alle coste del Regno Unito. 

## Descrizione
Il cratere è stato scoperto nel 2002 durante l'analisi di dati sismici raccolti nel corso di un'esplorazione petrolifera di routine, ed è stato catalogato come il primo cratere meteoritico conosciuto nel Regno Unito. Da allora sono state proposte altre possibili ipotesi per la sua formazione, anche se quella dell'asteroide rimane a tutt'oggi la più probabile. 
La sua età sarebbe all'incirca di 65 milioni di anni, per tanto la sua formazione coincide all'incirca con l'impatto che creò il cratere di Chicxulub (più o meno all'epoca dell'estinzione dei dinosauri). Se Silverpit è realmente un cratere da impatto, questo potrebbe implicare che la terra ricevette a quei tempi un bombardamento meteorico multiplo, probabilmente in un evento simile a quello della collisione della cometa Shoemaker-Levy 9 con Giove nel 1994. Questa teoria sarebbe supportata anche dall'esistenza, in varie parti del mondo, di altri crateri da impatto di simile datazione.

## Scoperta
Il cratere fu scoperto durante l'analisi di dati sismici effettuata dai geologi petroliferi Simon Stewart della British Petroleum e Philip Allen della Production Geoscience Ltd., in un punto situato a 130 chilometri dall'estuario dell'Humber, durante una ricerca di routine di giacimenti di combustibile fossile. Allen notò una serie di anelli concentrici ma non riuscì ad interpretare questo fenomeno, così appese un'immagine degli anelli alla parete del suo ufficio, sperando che qualcuno potesse aiutarlo a comprendere il mistero della loro esistenza. 
Stewart, visitando la Production Geoscience per un altro problema, vide la mappa e suggerì che si trattasse di un cratere meteoritico. La scoperta e l'ipotesi del cratere furono pubblicate sulla rivista Nature nel 2002. Il nome Silverpit trae origine dal nome dato dai pescatori a quella zona di pesca.
Tre anni dopo l'annuncio della scoperta del cratere Silverpit, si suggerì che i dati sismici del Mare del Nord avevano buone probabilità di dimostrare l'evidenza di un cratere meteoritico: dato il tasso di formazione dei crateri sulla Terra e le dimensioni del Mare del Nord, il numero atteso di crateri da impatto era appunto di uno.
Il cratere attualmente si trova sotto uno strato di sedimenti di circa 1.500 metri di spessore, che costituisce la base del Mare del Nord a una profondità di circa 40 metri. Gli studiosi suggeriscono che durante l'epoca di formazione del cratere, l'area era situata fra i 50 e i 300 metri sotto il livello del mare.

## Origine
È generalmente accettato da parte della comunità scientifica che la spiegazione migliore per l'origine di Silverpit è un asteroide. Tuttavia esistono altri meccanismi che possono produrre la formazione di crateri, e si è posto in dubbio la categorizzazione di Silverpit come cratere meteoritico.

### Ipotesi a favore dell'origine meteoritica
Allen e Stewart presero in considerazione, e scartarono, altri meccanismi di origine del cratere al momento della sua scoperta. Si escluse l'origine vulcanica dovuto all'assenza nel cratere di anomalie magnetiche, sempre associate alle aree eruttive. Si scartò il ritiro di depositi di sale sotto il cratere, meccanismo che è in grado di creare crateri, visto che gli strati di roccia del Triassico e del Permiano locali non mostrano tali tracce. Altro importante indizio a favore dell'ipotesi impatto fu la rilevazione di un picco centrale, tipico dei crateri meteoritici.

### Ipotesi per interpretazioni alternative
L'analisi di nuovi dati sismici da parte del professor John Underhill, geologo dell'Università di Edimburgo, condussero all'ipotesi che il ritiro di materiali in profondità potesse essere di fatto una spiegazione migliore. Underhill rilevò che gli strati di roccia fino al periodo Permiano (con un'età di circa 250 milioni di anni) erano piegati sinclinalmente, e che i sedimenti di tale strato all'interno del cratere sono più sottili, cosa che indicherebbe che il cratere si formò mentre i sedimenti permiani si depositavano nel fondo.
L'esistenza del picco centrale, che sembra dare un forte supporto all'ipotesi dell'impatto, è per Underhill un'interpretazione sbagliata e suggerisce che potrebbe essersi trattato di un errore informatico nella ricostruzione delle immagini. Tuttavia le successive riflessioni sismiche del cratere realizzate da Stewart ed Allen sembrano confermare la sua esistenza; perciò, nonostante il lavoro di Underhill, il consenso scientifico è ampiamente a favore dell'origine meteoritica.

## Struttura

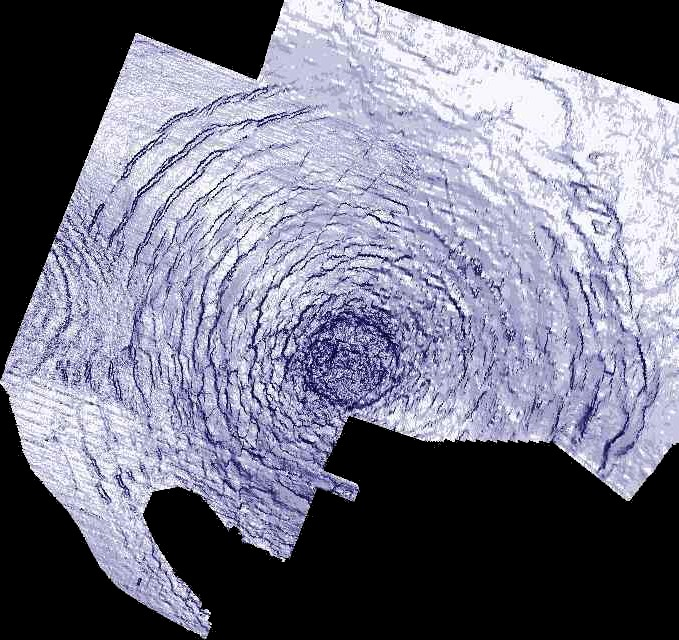
Dati sismici che mostrano il cratere e la sua struttura di anelli concentrici (Referenze dell'immagine: Phil Allen (PGL) e Simon Stewart (BP).

Il cratere Silverpit ha un'ampiezza approssimata di 2,4 km misurata nel punto più elevato del livello cretacico. È circondato da anelli concentrici, cosa inusuale per crateri in superficie, che si estendono per circa 10 km dal centro. Questi anelli danno al cratere un aspetto simile a Valhalla su Callisto, ed altri crateri simili su Europa, due satelliti di Giove. Normalmente i crateri con anelli tendono ad essere molto più grandi di Silverpit; pertanto, se l'ipotesi dell'impatto è corretta, rimarrebbero ancora da chiarire alcuni aspetti relativi all'origine di questi anelli. È inoltre da tener conto che la maggior parte degli impatti conosciuti si trovano sulla terraferma, nonostante che i due terzi degli oggetti impattino necessariamente nella più estesa superficie del mare; ciononostante i risultati degli impatti sott'acqua sono stati molto meno studiati di quelli nelle aree continentali. Il cratere marino più studiato è quello della Baia di Chesapeake, che si affaccia sulla costa atlantica del nord degli Stati Uniti.
Una possibilità è che, dopo che l'impatto aveva dato luogo a una depressione a forma di tazza, il materiale più soffice intorno al cratere sia scivolato verso l'interno, lasciando dietro di sé gli anelli concentrici. Per rendere possibile questo meccanismo, occorre che il materiale leggero sovrastante dovesse formare uno strato piuttosto sottile, sormontato da materiale più friabile. Uno strato sottile di materiale mobile sopra uno strato duro è una configurazione frequente nei satelliti congelati del Sistema solare, ma non è comune nei corpi rocciosi. È stato proposto che la presenza di uno strato di gesso sottoposto a forte pressione appena al di sotto della superficie, possa aver agito da strato sottile mobile che ha permesso lo scorrimento del materiale soprastante.

## L'impatto
Supponendo che la teoria dell'impatto meteoritico sia corretta, la dimensione del cratere può essere combinata con un'ipotesi sulla velocità dell'oggetto impattante per poterne determinare le dimensioni. Tali oggetti generalmente hanno velocità nell'ordine di 20−50 km/s; a tale velocità, sarebbe necessario un oggetto roccioso di circa 120 m di diametro e una massa di 2,0×109 kg per formare un cratere della dimensione di Silverpit. Se si fosse trattato di una cometa, un oggetto meno roccioso di un asteroide o di un meteoroide, allora la sua dimensione avrebbe dovuto essere maggiore.
Per confronto, si stima che l'oggetto che colpì la Terra a Chicxulub doveva misurare approssimativamente 9,6 km di diametro. Si pensa che l'oggetto responsabile dell'evento di Tunguska (in Siberia) nel 1908 dovesse essere una cometa od un asteroide di circa 60 m di diametro, con una massa di circa 4×108 kg.
Un oggetto di 120 m di diametro che cade in mare alla velocità di vari chilometri al secondo, produce un enorme tsunami. Gli scienziati stanno attualmente cercando prove di grandi tsunami nelle aree circostanti che siano avvenuti durante l'epoca stimata dell'impatto, tuttavia finora non si è ancora trovata nessuna evidenza.

## Età
La posizione del cratere all'interno di strati di roccia e sedimento nel fondo marino può essere utilizzata per stabilire una fascia d'età: i sedimenti depositati prima della formazione del cratere avranno sofferto delle modificazioni, mentre quelli depositati successivamente alla sua formazione non presenteranno caratteristiche simili a quelli di altre zone vicine. Allen e Stewart ipotizzarono che la formazione di Silverpit abbia modificato gli strati di sedimento del Cretacico e del Giurassico, lasciando intatti gli strati sedimentari del periodo Terziario. Il periodo Cretacico terminò 65 milioni di anni fa, quindi Silverpit dovette formarsi da circa 60 o 65 milioni di anni. L'impatto di Chicxulub, che fu probabilmente una causa principale nella scomparsa dei Dinosauri, accadde circa 65 milioni di anni fa.
Questo metodo per stimare l'età di formazione è poco esatto, e i suoi risultati sono posti in dubbio dalle ipotesi su altre origini del cratere fatte da Underhill. Altri metodi possibili di datare l'impatto includono la ricerca di Tectiti e di depositi sedimentari del possibile tsunami, che potrebbero ritrovarsi tutt'intorno al bacino del Mare del Nord, però tali prove avrebbero sofferto di probabili dislocazioni dovute alle ripetute glaciazioni. Oltre a permettere una determinazione migliore dell'età del cratere, queste linee di ricerca confermerebbero l'ipotesi dell'impatto. Recentemente si sono realizzate due perforazioni petrolifere nell'area del sistema di anelli del cratere. Il loro studio potrebbe fare luce sulla formazione e datazione del cratere.
Potrebbe essere utile anche studiare campioni del centro del cratere per la determinazione della sua origine ed età, ma a tutt'oggi tali campioni non sono stati prelevati.

## Parte di un impatto multiplo?

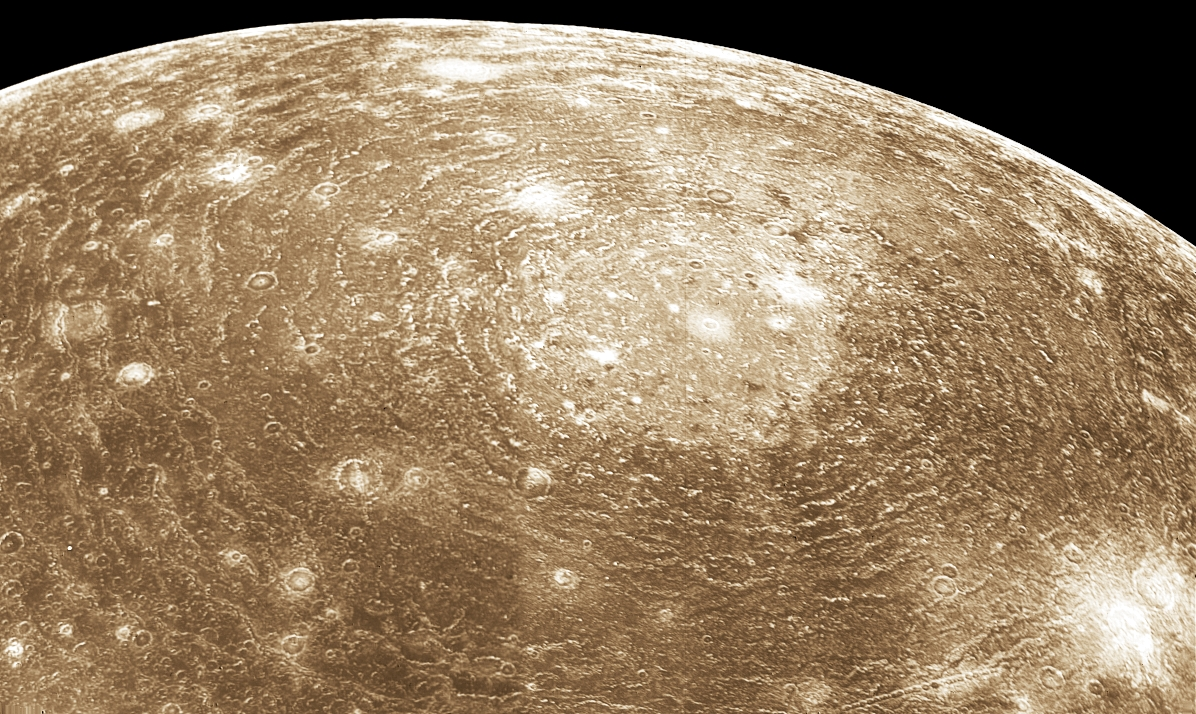
Silverpit è più simile a Valhalla su Callisto, luna di Giove, che ad altri crateri sulla Terra.

L'età stimata di Silverpit, tra 60 e 65 milioni di anni fa, conduce all'inevitabile speculazione sulla sua relazione con il cratere di Chicxulub, di dimensioni molto maggiori, e con l'estinzione dei dinosauri. L'età tuttavia non si conosce con esattezza, per cui è possibile solo fare delle speculazioni. Tuttavia, sono stati scoperti altri grandi crateri meteoritici approssimativamente della stessa età, tutti fra la latitudine di 20° e 70° N, il che porta a pensare che l'impatto di Chixculub possa essere stato uno di una serie di impatti avvenuti nello stesso periodo.
La collisione della Cometa Shoemaker-Levy 9 con Giove nel 1994 dimostrò come le interazioni gravitazionali possano frammentare una cometa, dando origine a vari eventi in un periodo di alcuni giorni nell'impatto con un pianeta.
Le comete sono soggette frequentemente a perturbazioni gravitazionali con i giganti gassosi, e simili frammentazioni e collisioni probabilmente devono essere accadute in passato. Questo scenario può essere accaduto sulla Terra 65 milioni di anni fa.
Nonostante tutto, l'evidenza di questa ipotesi non è tuttavia molto forte, dato che l'approssimazione delle date di creazione del cratere Silverpit e degli altri crateri ipoteticamente associati hanno una tolleranza di alcuni milioni di anni.